# Coelosis denticornis
Coelosis denticornis är en skalbaggsart som beskrevs av Gilbert John Arrow 1937. Coelosis denticornis ingår i släktet Coelosis och familjen Dynastidae. Inga underarter finns listade i Catalogue of Life.